# Димитър Изов
Димитър К. Изов е български просветен деец от Южна Македония.

## Биография
Димитър Изов е роден във валовищкото село Долни Порой, тогава в Османската империя. Завършва в 1886 година първия випуск на Солунската българска гимназия. След това е български учител в лъгадинското село Негован в учебните 1881 – 1882 и 1882 – 1883 година. През учебните 1896 – 1897, 1897 – 1898, 1898 – 1899 година е учител в Силистренското държавно трикласно педагогическо и първоначално училище.